# La Ferreria (Sant Salvador de Toló)
L'antiga caseria de la Ferreria, actualment reduïda a una sola masia, pertany al terme municipal de Gavet de la Conca, dins de l'antic terme de Sant Salvador de Toló, a la comarca catalana del Pallars Jussà. És una obra inclosa a l'Inventari del Patrimoni Arquitectònic de Catalunya. L'antic poblat és a la capçalera del barranc de la Ferreria, subsidiari del de la Rovira, afluent principal del riu de Conques a la capçalera. Està situada al sud-oest de Sant Salvador de Toló, al nord-est del cim dels Tossalets, a l'extrem sud-oriental de la Serra dels Obacs. És a l'extrem sud-occidental de l'antic terme al qual pertanyia. Al costat de ponent de la Ferreria neix el barranc de la Ferreria, que davalla cap al nord i fa de límit amb el terme municipal de Llimiana, en l'enclavament dels Obacs de Llimiana, que queda molt a prop de la Ferreria.

## Descripció
L'antiga caseria té una capella dedicada a Santa Margarida, avui convertida en pallissa. S'han anat afegint corrals al voltant de la casa, fets de pedra seca i coberts d'uralita. El conjunt està envoltat d'un mur d'un metre d'alçada, realitzat amb pedra, ciment i maons. La coberta és a doble vessant, de teula i aiguavessos als costats. A la façana interior hi ha un portal d'arc de mig punt adovellat, porta de fusta i paret emblanquinada, amb paviment de pedres. La façana exterior, que amaga l'anterior, està formada per quatre finestres quadrades i un balcó, amb una gran porta rectangular. Les finestres tenen llinda de fusta. A la paret es troben encastats dos corns de remugants, de sentit amulètic.

## Història
En una dovella del portal de la façana interior hi ha la data de 1858. Actualment no hi viu ningú, només hi ha el pastor que treu les ovelles a pasturar cada dia. L'amo va canviar el nom de La Ferreria pel de Casa Elies perquè el lloc s'omplia de turistes esperant trobar-hi un restaurant.